# Civrac-en-Médoc
Civrac-en-Médoc è un comune francese di 576 abitanti situato nel dipartimento della Gironda nella regione della Nuova Aquitania.

## Società

### Evoluzione demografica
Abitanti censiti